# Mấu đỏ
Mấu đỏ hay còn gọi cánh dơi (danh pháp khoa học: Bauhinia bracteata) là một loài thực vật có hoa trong họ Đậu. Loài này được (Benth.) Baker miêu tả khoa học đầu tiên.